# Biserica Sfântul Nicolae din Kavala
Biserica „Sfântul Nicolae” din Kavala este o biserică creștin-ortodoxă din centrul orașului Kavala, aflat în regiunea Macedonia de Est a Greciei.

## Descriere
Spațiul sacru în care vă aflați a fost un loc de închinare din cele mai vechi timpuri și până în zilele noastre. În perioada precreștină, când orașul se numea Neapolis⁠(d), a fost construit un sanctuar păgân mic, probabil în cinstea unei divinități feminine. Sanctuarul era situat aproximativ acolo unde se ridică astăzi clopotnița templului, iar părți din marmura sa se păstrează încastrate în zidăria exterioară, în principal la baza actualei clopotnițe. Primul pământ european călcat de apostolul Pavel în anul 49 d.Hr. se află aici. Pe locul unde a debarcat apostolul neamurilor și al iubirii, se află astăzi un monument glorios care comemorează și onorează acest mare eveniment.
După încetarea persecuțiilor și creștinarea locuitorilor, sanctuarul păgân de pe malul măriieste transformat în templu creștin, probabil în anii 312-342 d.Hr. În secolul al VI-lea, în timpul împăratului Iustinian, când orașul a fost numit Christopolis, a avut loc construcția bazilicii Sfântului Apostol Pavel, care era o copie a Bisericii Sfinților Apostoli din Constantinopol⁠(d). Pe baza datelor arheologice disponibile până în prezent, este posibil ca magnifica biserică bizantină a Sfântului Apostol Pavel, datorită dimensiunilor sale și a „apostolicității” sale, să fi fost catedrala din Christopolis. 
Sosirea normanzilor în Christoupolis în 1185 a ras de pe fața pământului orașul și superba bazilică. După plecarea normanzilor, se pare că locuitorii au folosit câteva părți structurale și arhitecturale ale templelor anterioare, care au fost astfel păstrate, pentru a ridica un mic templu care să satisfacă nevoile de cult ale orașului. Această biserică a fost transformată între 1204 și 1261 într-o biserică romano-catolică - probabil a Sfântului Lazăr - și apoi din nou într-o biserică greco-ortodoxă⁠(d). 
Ocuparea orașului Christoupolis în 1391 de către otomani a dus la pustiirea orașului și la colonizarea lui, după aproape un secol, de către turcii din micul oraș - castel „Kavalla” din Iconium, care au dat numele actual al orașului. Ibrahim Pașa, renumit pentru lucrările sale din Kavala, a construit o moschee magnifică în 1530. Odată cu schimbul de populații și sosirea a mii de greci, în principal din Asia Mică și Pont, sanctuarul a găzduit inițial refugiați, apoi - în 1928 - a fost transformat din nou într-o biserică creștină, dedicată patronului marinarilor, Sfântul Nicolae, arhiepiscop de Myra, și transmite zilnic oricărei persoane de bunăvoință veșnicele mesaje creștine de pace, iubire și unitate a întregii lumi. 

## Galerie

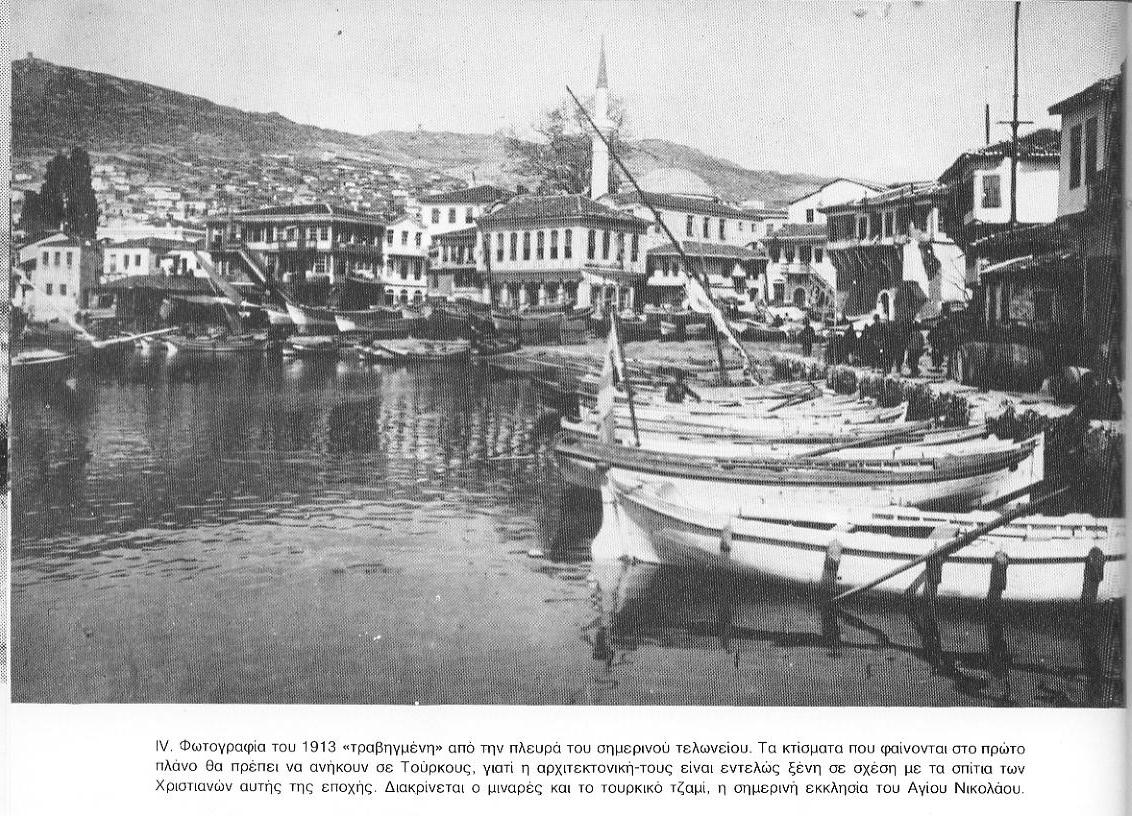
Imagine panoramică a Kavalei în 1913 de la Casa Vamală. Minaretul care iese în evidență este al Moscheei Ibrahim Pașa (care a devenit mai târziu Biserica „Sfântul Nicolae”).
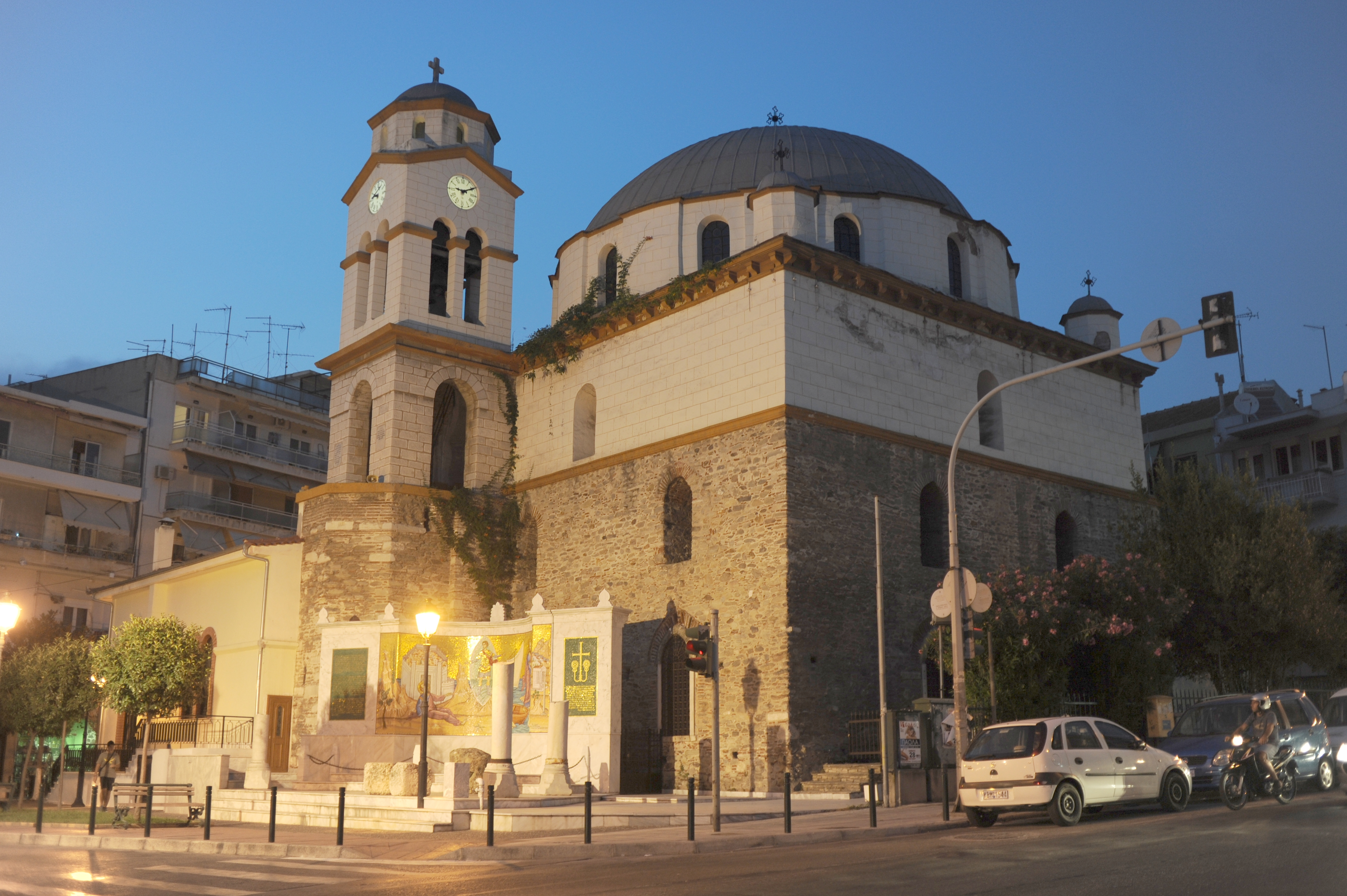
Biserica „Sfântul Nicolae” - fosta Moschee Ibrahim Pașa. În stânga, există un mozaicul care commorează debarcarea apostolului Pavel în port.